# Petite Suite (Debussy)
Pour les articles homonymes, voir Petite Suite.
La Petite Suite, L65, est une suite pour piano à quatre mains composée par Claude Debussy. Elle a été retranscrite plusieurs fois, en particulier pour orchestre, par Henri Büsser.

## Histoire
La suite, composée entre 1886 et 1889 est jouée pour la première fois le 2 février 1889 par Debussy et le pianiste et éditeur Jacques Durand dans un salon à Paris. Elle pourrait avoir été écrite à la suite d'une demande — peut-être de Durand — à destination des amateurs doués : en effet sa relative simplicité d’exécution est en contraste fort avec le modernisme des œuvres que Debussy écrivait à ce moment-là.

## Structure
L’œuvre, qui dure environ 13 minutes, est composée de quatre mouvements :
1. En bateau
2. Cortège
3. Menuet
4. Ballet

Les deux premiers mouvements s'inspirent de poèmes du recueil Fêtes galantes de Paul Verlaine.

## Transcriptions
La Petite Suite est orchestrée par le collègue de Debussy Henri Büsser en 1907, et publiée par A. Durand & Fils. L'orchestration de Büsser est pour deux flûtes (la seconde doublant le piccolo), deux hautbois (le second doublant le cor anglais), deux clarinettes, deux bassons, deux cors, deux trompettes, timbales, percussions (cymbales, tambourin et triangle), harpe et cordes.
La suite a également été arrangée pour piano seul, pour deux clarinettes, pour harpes et pour brass band, entre autres.